# ویلهلم گوستلوف (کشتی)

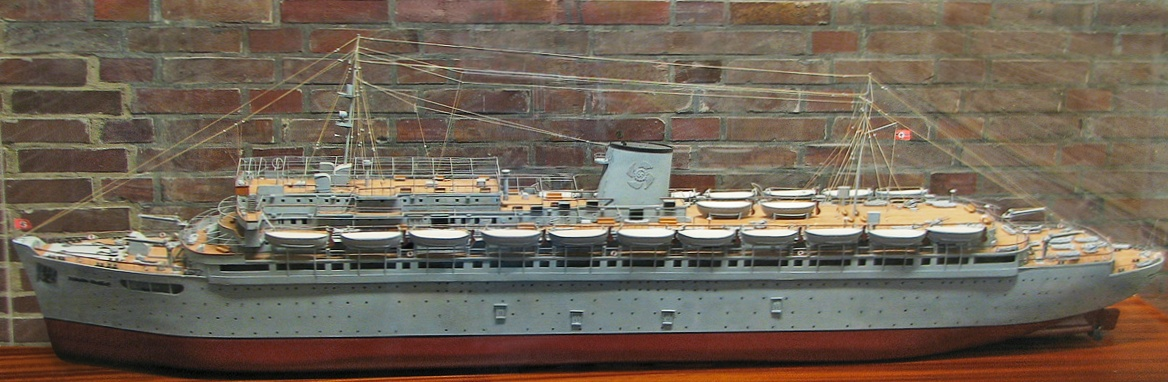
مدلی از کشتی ویلهلم گوست‌لوف در موزه دریایی لابو در شهر کیل در آلمان

ویلهلم گوستلوف (به آلمانی: Wilhelm Gustloff) نام یک کشتی مسافربری آلمانی است که در واپسین روزهای جنگ جهانی دوم در حالیکه مشغول تخلیه مهاجرین غیرنظامی، سربازان و پرسنل او-بوت‌های ورماخت بود، مورد هدف ۳ اژدر روسی قرار گرفت و غرق شد. در این رویداد نزدیک به ۹۴۰۰ نفر جان خود را از دست دادند.

## تاریخچه

### ساخت
ویلهلم گوست‌لوف نام یک کشتی مسافربری ساخته شده در بخش کشتی‌سازی شرکت بلهم آوند فوس در آلمان بود. نام این کشتی پس از کشته شدن رهبر تشکیلات حزب نازی کشور سوییس، ویلهلم گوست‌لوف، برگزیده شد. این کشتی در ۵ مه ۱۹۳۷ به آب انداخته شده، و وزنش نزدیک به ۲۴٬۰۰۰ تُن بود.

### خدمت در طول جنگ
کشتی ویلهلم گوست‌لوف پیش از جنگ جهانی دوم و در تابستان سال ۱۹۳۹، پس از پیروزی نیروهای ملی‌گرای اسپانیا به فرماندهی فرانکو، وظیفه داشت تا نیروهای لژیون کندور را از اسپانیا به آلمان بازگرداند.
این کشتی پس از آن و در میان جنگ، همانند یک بیمارستان دریایی به کار گرفته شد و در نخستین مأموریت خود در دریای بالتیک، ۶۵۰ نفر از سربازان زخمی لهستانی را پذیرا شد.

### آخرین سفر دریایی
سفر نهایی کشتی ویلهلم گوست‌لوف در واپسین روزهای جنگ دوم، در شب ۳۰ ژانویه ۱۹۴۵، با هدف تخلیه شهروندان غیرنظامی، سربازان نیروی دریایی آلمان و بسیاری از زخمیان جنگ که در پروس شرقی به محاصره نیروهای ارتش سرخ درآمده بودند، از بندر گوتن‌هافن به سوی شهر کیل بود. آمار مسافران کشتی عبارت بود از ۱۷۳ نفر خدمه، ۹۱۸ نفر افسر و پرسنل آموزشی و مردان یگان دوم زیردریایی آلمان، ۳۷۳ نفر پرسنل زن کمک رسان، ۱۶۲ نفر سرباز زخمی، و همچنین ۸٬۹۵۶ نفر مهاجر جنگ زده، که در کل شمار آنان نزدیک به ۱۰٬۵۸۲ نفر می‌رسید.
کشتی بخاطر همراه نبودن محافظان کافی، بزودی از سوی نیروهای شوروی شناسایی شد و زیردریایی اس-۱۳، به فرماندهی کاپیتان درجه سه الکساندر مارینسکو، سه اژدر به‌سویش شلیک کرد. مسافران کشتی و مهاجرین پس از انفجار با وحشت بسوی قایق‌های نجات روانه شدند. بسیاری از انفجار ناشی از سه اژدر و بسیاری دیگر در آبهای سرد و تاریک دریای بالتیک جان باختند. گزارشهای موجود از تلاش فراوان مادران برای نجات فرزندان و کشتگانی می‌گویند که نتوانسته بودند از جلیقه نجات استفاده کنند. کشتی در کمتر از ۴۵ دقیقه غرق شد و نیروهای آلمانی تلاش کردند تا سایر بازماندگان را نجات دهند. شمار کشتگان برپایه آمار موجود، نزدیک به ۹٬۳۴۳ مرد، زن و کودک است که گویای بزرگ‌ترین فقدان در تنها یک رویداد دریایی، در همه تاریخ دریانوردی جهان است.